# Ambrosia peruviana
Ambrosia peruviana (sin. A. cumanensis) je biljka iz porodice glavočika (Asteraceae), jedna od četrdesetak vrsta ambrozije. Vrsta je raširena na području od Meksika do Argentine, uključujući i Antile.
Ljekovita je i korisna vrsta. Koristi se kao dodatak hrani (začin za meso) (Florez-Cárdenas et al. 2010), a stabljike i listovi kao lijek (oblozi, liečenje reume, gastritisa, crijevnih tegoba, bolova u trbuhu, ublažavanje menstrualnih grčeva, poremećaji mišićno-koštanog sustava). Biljka odbija muhe (Cadena-González 2010).

## Sinonimi
- Ambrosia peruviana var. peruviana
- Ambrosia paniculata var. cumanensis (Kunth) O.E.Schulz
- Ambrosia cumanensis Kunth
- Ambrosia peruviana var. cumanensis (Kunth) O.E.Schulz
- Ambrosia orobanchifera Meyen
- Ambrosia var. peruviana (Willd.) O.E.Schulz
- Ambrosia paniculata var. peruviana (Willd.) O.E.Schulz

## Istoimeni sinonimi
- Ambrosia peruviana Cabrera = Ambrosia artemisiifolia L.
- Ambrosia peruviana DC. = Ambrosia psilostachya DC.